# یادویگا کوریلوک
یادویگا کوریلوک (لهستانی: Jadwiga Kuryluk؛ ‏ ۲۵ سپتامبر ۱۹۱۲ – ۳۰ آوریل ۱۹۹۵) بازیگر اهل لهستان بود.
از فیلم‌ها یا مجموعه‌های تلویزیونی که وی در آن‌ها نقش داشته‌است، می‌توان به چقدر دور، چقدر نزدیک، تبر، وقتی منو بگیری باهام چکار می‌کنی؟ و روزها و شب‌ها اشاره نمود.